# Jagdish Mali
Jagdish Mali (18 de enero de 1954 - Bombay, India, 13 de mayo de 2013) fue un fotógrafo de moda y cine de la India. Era el padre de la actriz de Bollywood, Antara Mali. Fue uno de los fotógrafos más célebres de los años 1970 hasta 1990. En su carrera tomó imágenes de celebridades como Rekha, Anupam Kher, Irrfan Khan, Manisha Koirala, Shabana Azmi, etc.

## Carrera
Mali estuvo inclinado a la fotografía desde sus días de infancia. Se crio en una familia de clase media que vivió en el Este de Bandra y su padre fue un artista.
Mali trabajó para la revista Cine Blitz en 1980. Durante este período fue fotógrafo de la actriz Rekha por una duración de unos 10 años. Sus fotos de la actriz son consideradas las mejores y fueron seleccionadas para figurar en la portada de la revista.